# ソユーズTMA-16M
ソユーズTMA-16M は国際宇宙ステーションに第43次長期滞在クルーを送り届けるため2015年3月27日に打ち上げられた有人宇宙船で、1967年の初飛行以来、125機目のソユーズ宇宙船である。
スコット・ケリーとミハイル・コルニエンコは、到着後1年間に渡って滞在し、ソユーズTMA-18Mで帰還した。

## クルー
| 地位                 | 打ち上げ機メンバー                                               | 着陸機メンバー                                               |
| -------------------- | ---------------------------------------------------------------- | ------------------------------------------------------------ |
| コマンダー           | ゲナディ・パダルカ, RSA 第43次長期滞在 最後・5回目の宇宙飛行     | ゲナディ・パダルカ, RSA 第43次長期滞在 最後・5回目の宇宙飛行 |
| フライトエンジニア 1 | ミハイル・コルニエンコ, RSA 第43次長期滞在 最後・2回目の宇宙飛行 | アンドレアス・モーゲンセン, ESA Iriss 1回目の宇宙飛行        |
| フライトエンジニア 2 | スコット・ケリー, NASA 第43次長期滞在 最後・4回目の宇宙飛行      | アイディン・アイムベトフ, KazCosmos なし 1回目の宇宙飛行     |

### バックアップクルー
| 地位                 | メンバー                       | メンバー                       |
| -------------------- | ------------------------------ | ------------------------------ |
| コマンダー           | アレクセイ・オブチニン, RSA    | アレクセイ・オブチニン, RSA    |
| フライトエンジニア 1 | セルゲイ・ヴォルコフ, RSA      | セルゲイ・ヴォルコフ, RSA      |
| フライトエンジニア 2 | ジェフリー・ウィリアムズ, NASA | ジェフリー・ウィリアムズ, NASA |

## 経過

### ドッキングまで
ソユーズTMA-16Mは、カザフスタンのバイコヌール宇宙基地から2015年3月27日 19:42 UTCにソユーズFGロケットで打ち上げられた。打ち上げから約9分後に地球低軌道に到達し、国際宇宙ステーションへのランデブーシーケンスを経て3月28日 1:33 UTCにポイスクにドッキングした。
ソユーズTMA-16Mは国際宇宙ステーションに緊急脱出用として係留されていたが、2015年9月12日に予定通りパダルカと、ソユーズTMA-18Mで9月2日に到着したアンドレアス・モーゲンセン、アイディン・アイムベトフを乗せて地球に帰還した。当初の予定ではイギリスの歌手サラ・ブライトマンが宇宙旅行者として搭乗するはずだったが、2015年5月に家庭の事情でキャンセルされた。

### 移動
ソユーズTMA016Mは当初ポイスクに係留されていたが、2015年8月28日にソユーズTMA-18Mに場所を空けるためズヴェズダに移動した。

### ドッキング解除後
ソユーズTMA16Mは2015年9月11日 21:29 UTCに国際宇宙ステーションとのドッキングを解除し、パダルカ、モーゲンセン、アイムベトフの3名を乗せて帰還の途についた。ドッキング解除からわずか3時間後の0:51 UTCには無事カザフスタンに着陸した。

## ギャラリー

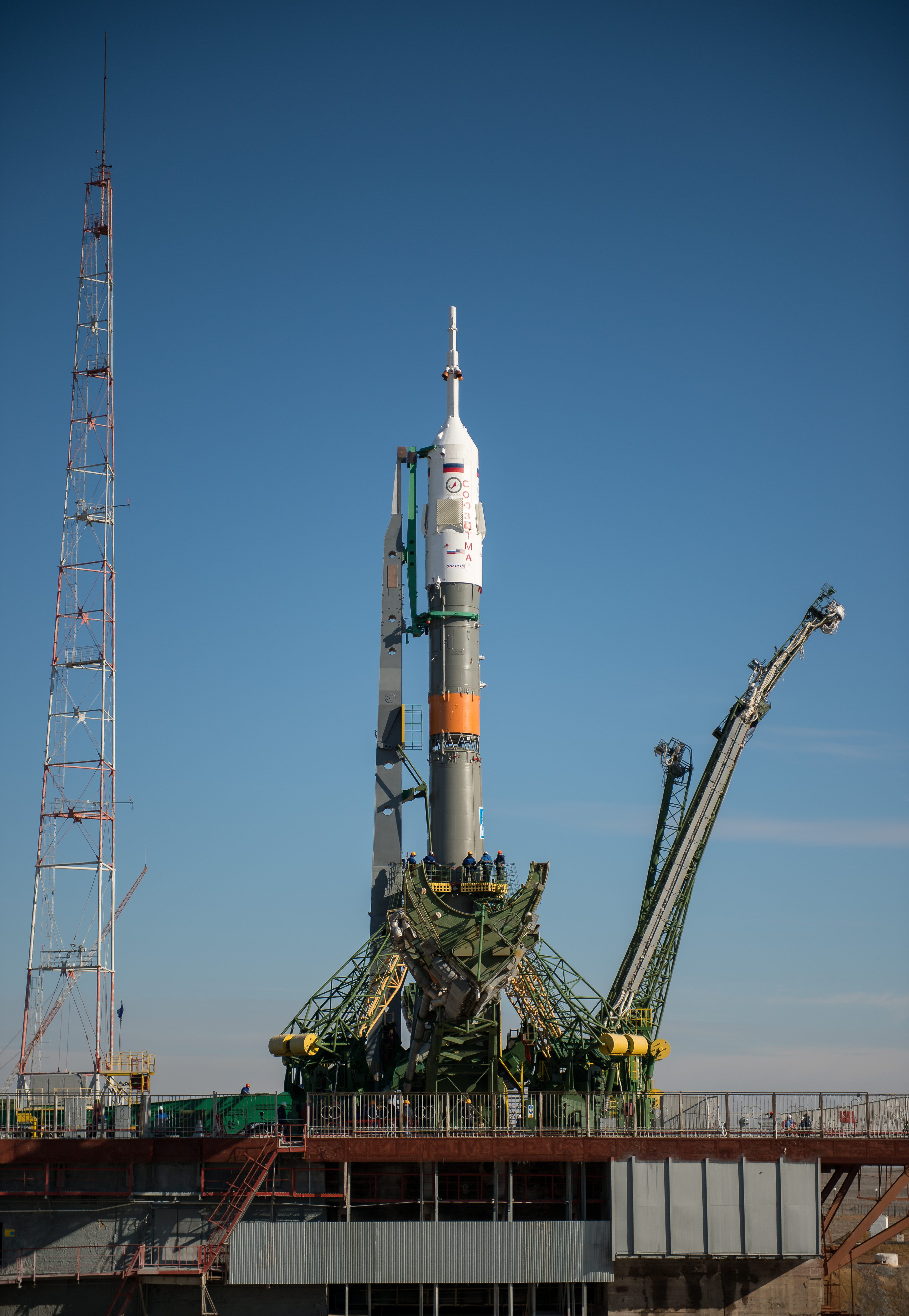
射点に到着したソユーズTMA-16M
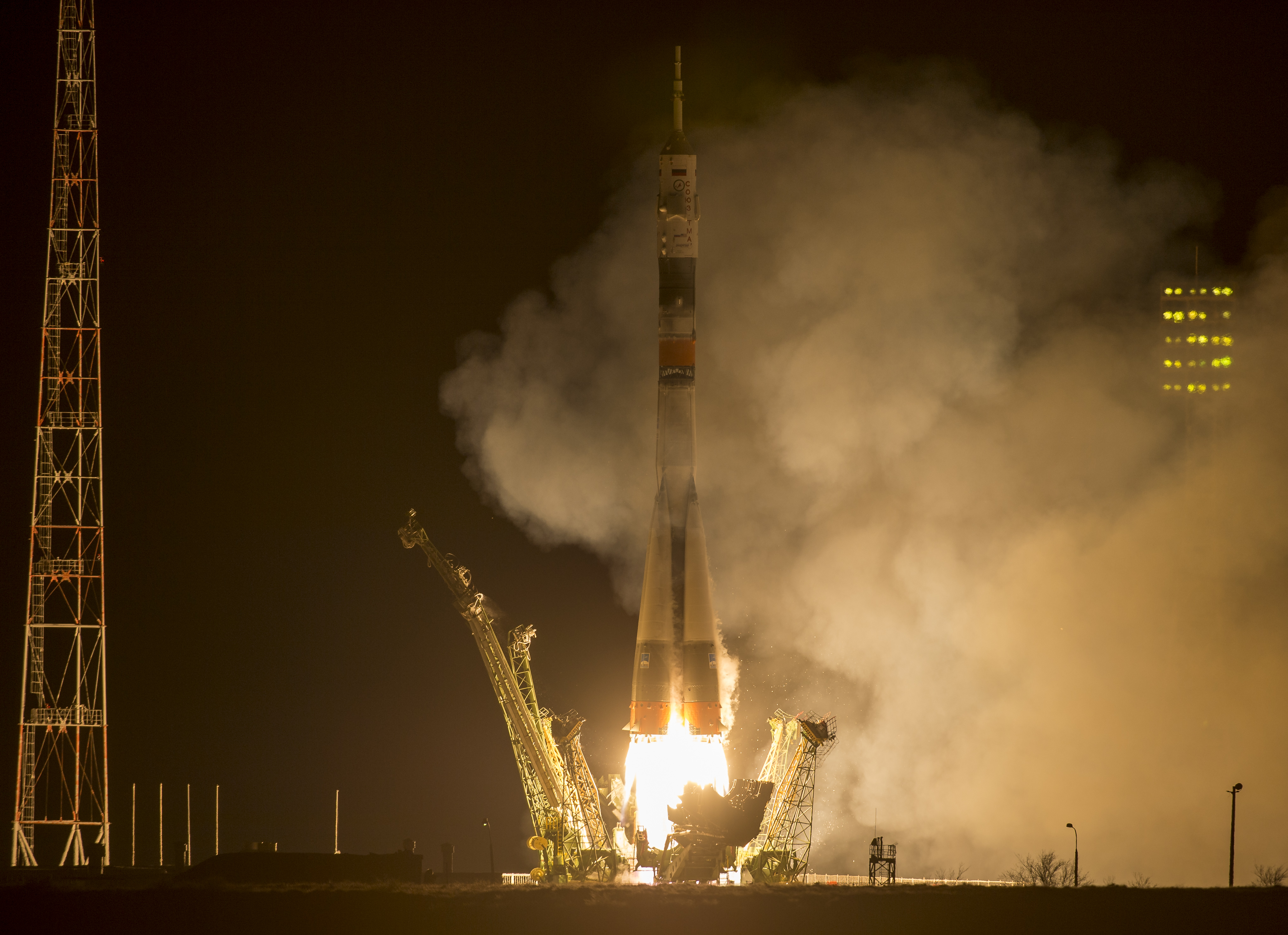
打ち上げ
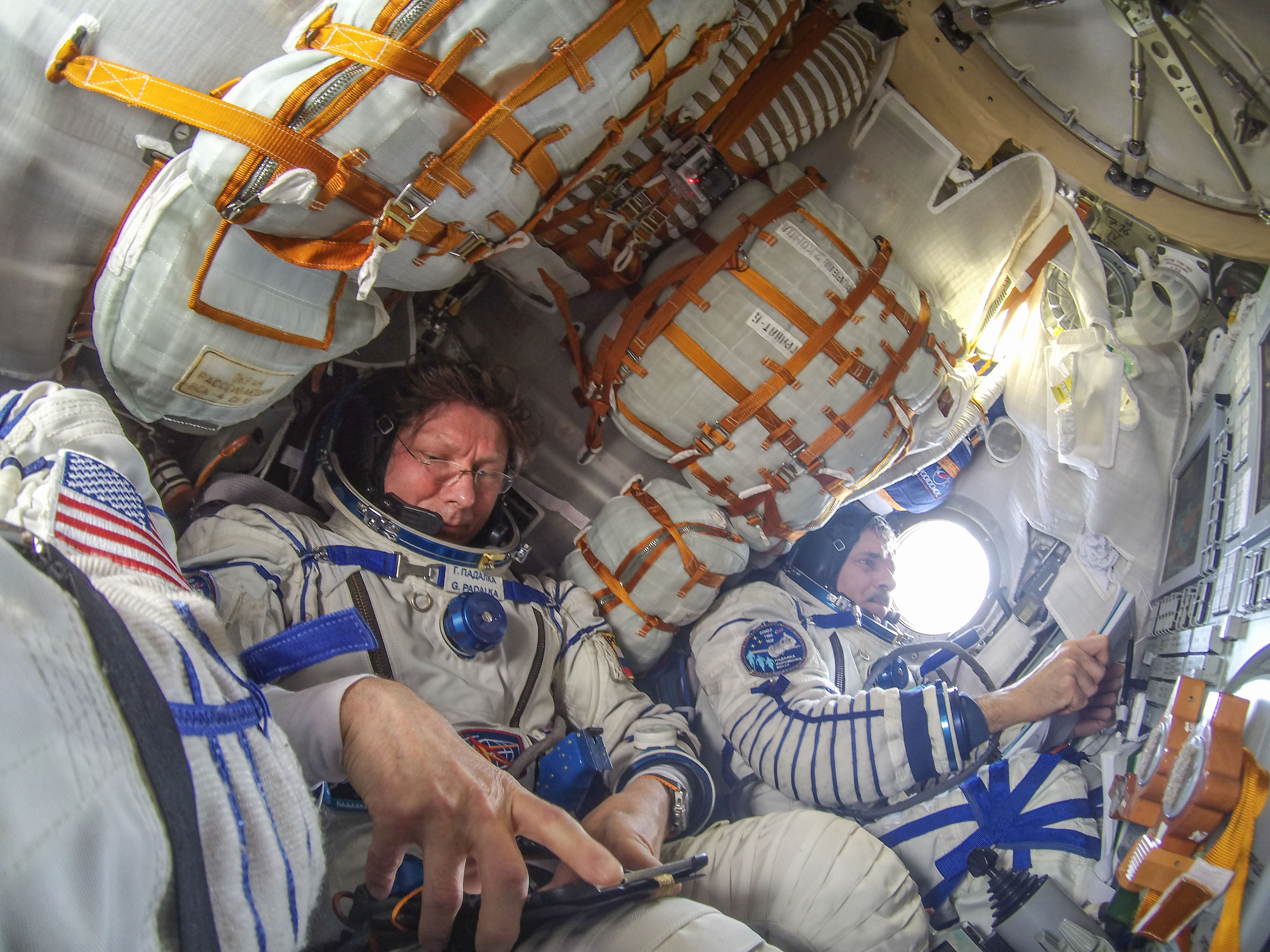
ドッキング場所移動の際の船内。左からケリー、パダルカ、コルニエンコ。
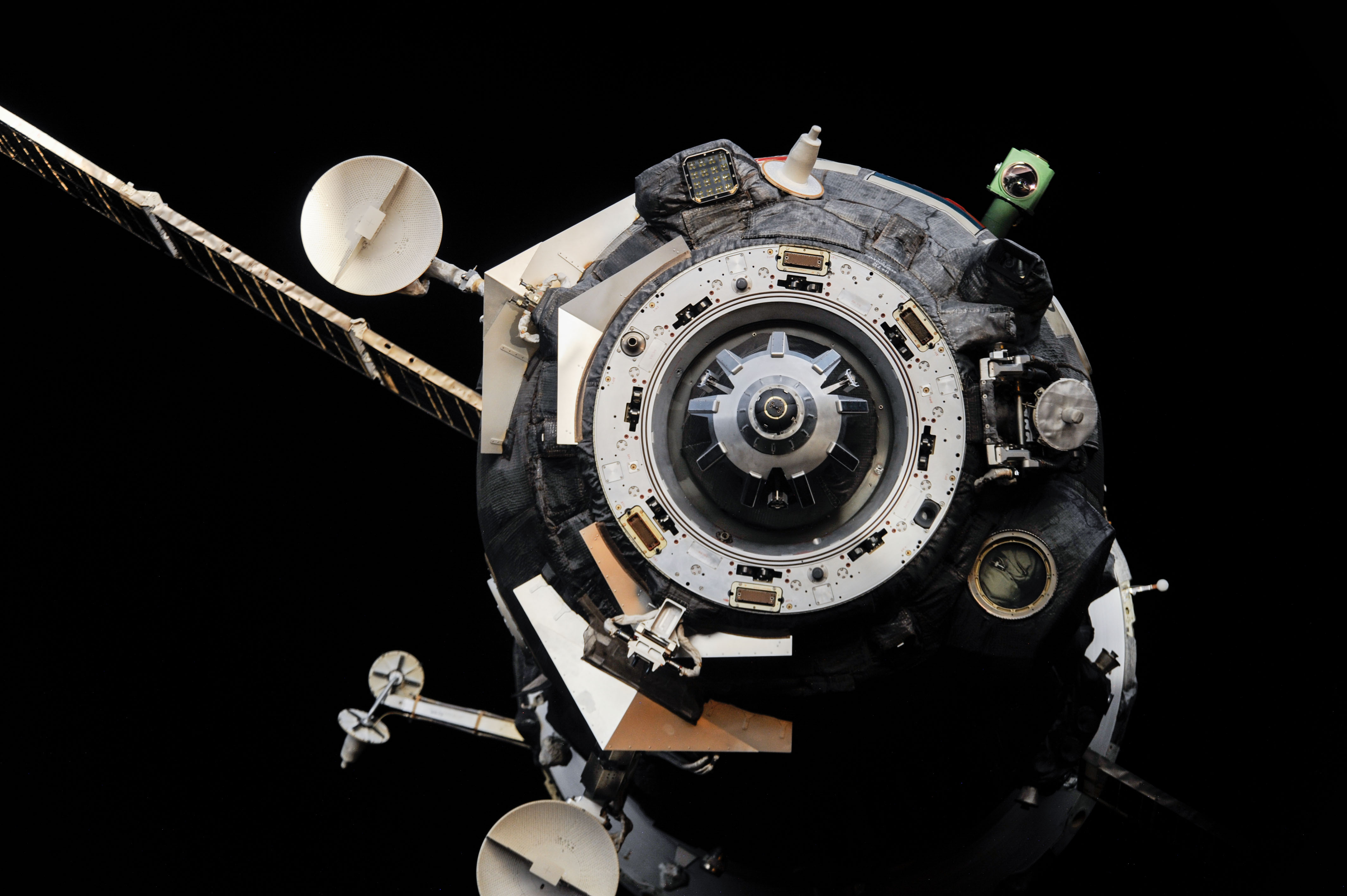
ISSを出発するソユーズTMA-16M
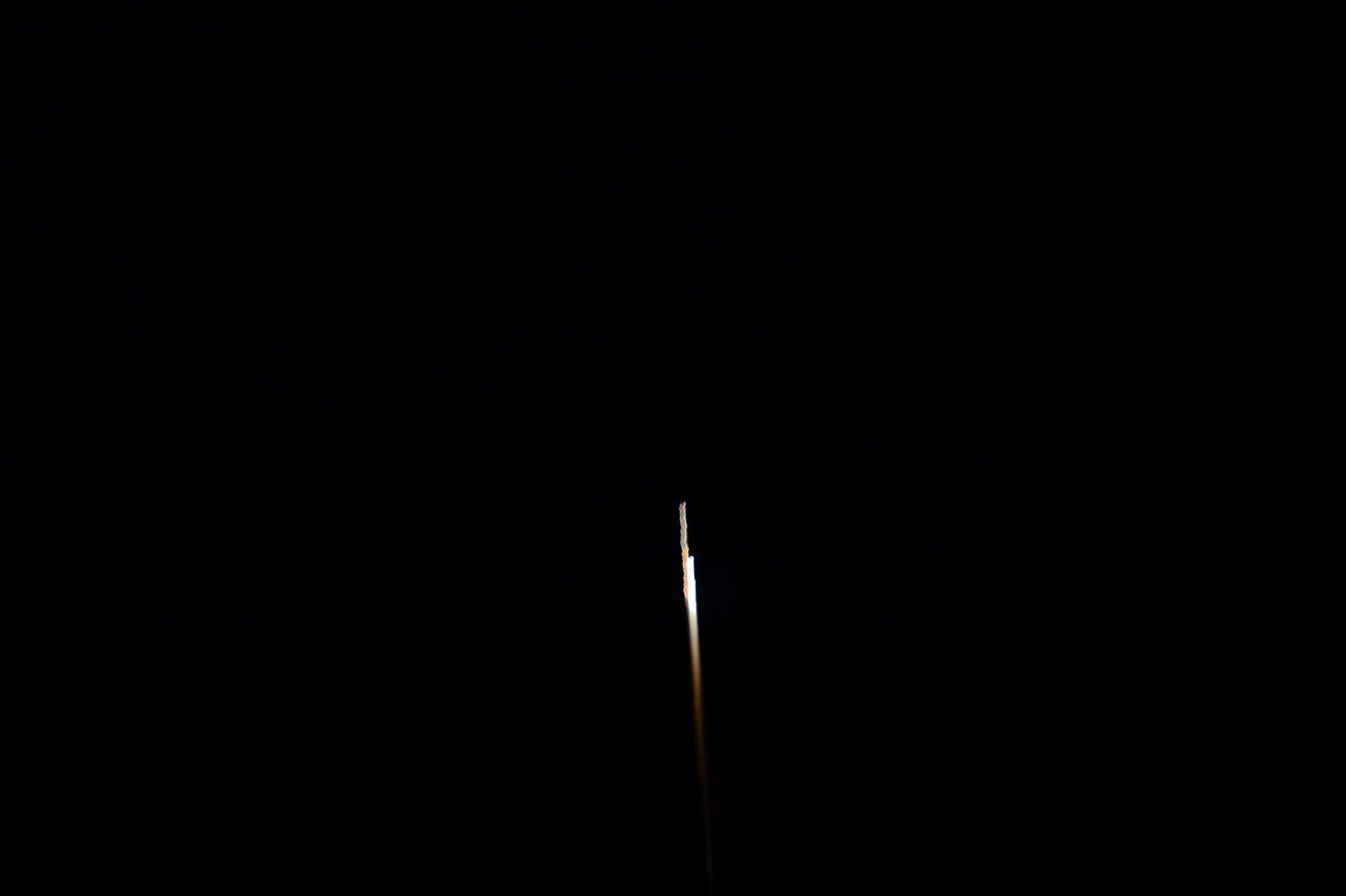
ISSから見た再突入中のソユーズTMA-16M